# 神崎川 (千葉県)

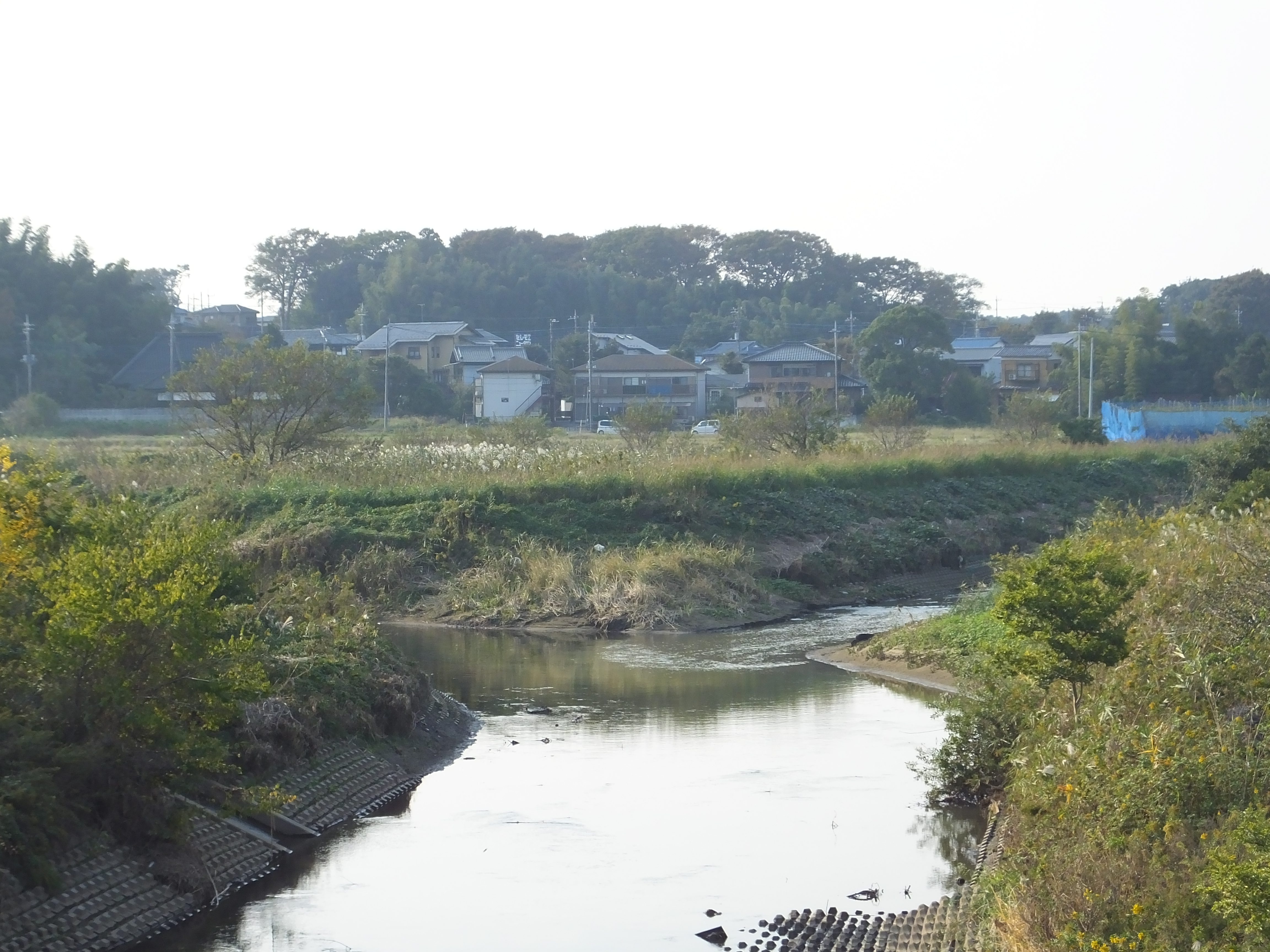
二重川（左）と神崎川（右）との合流地点（二重川橋より上流方）

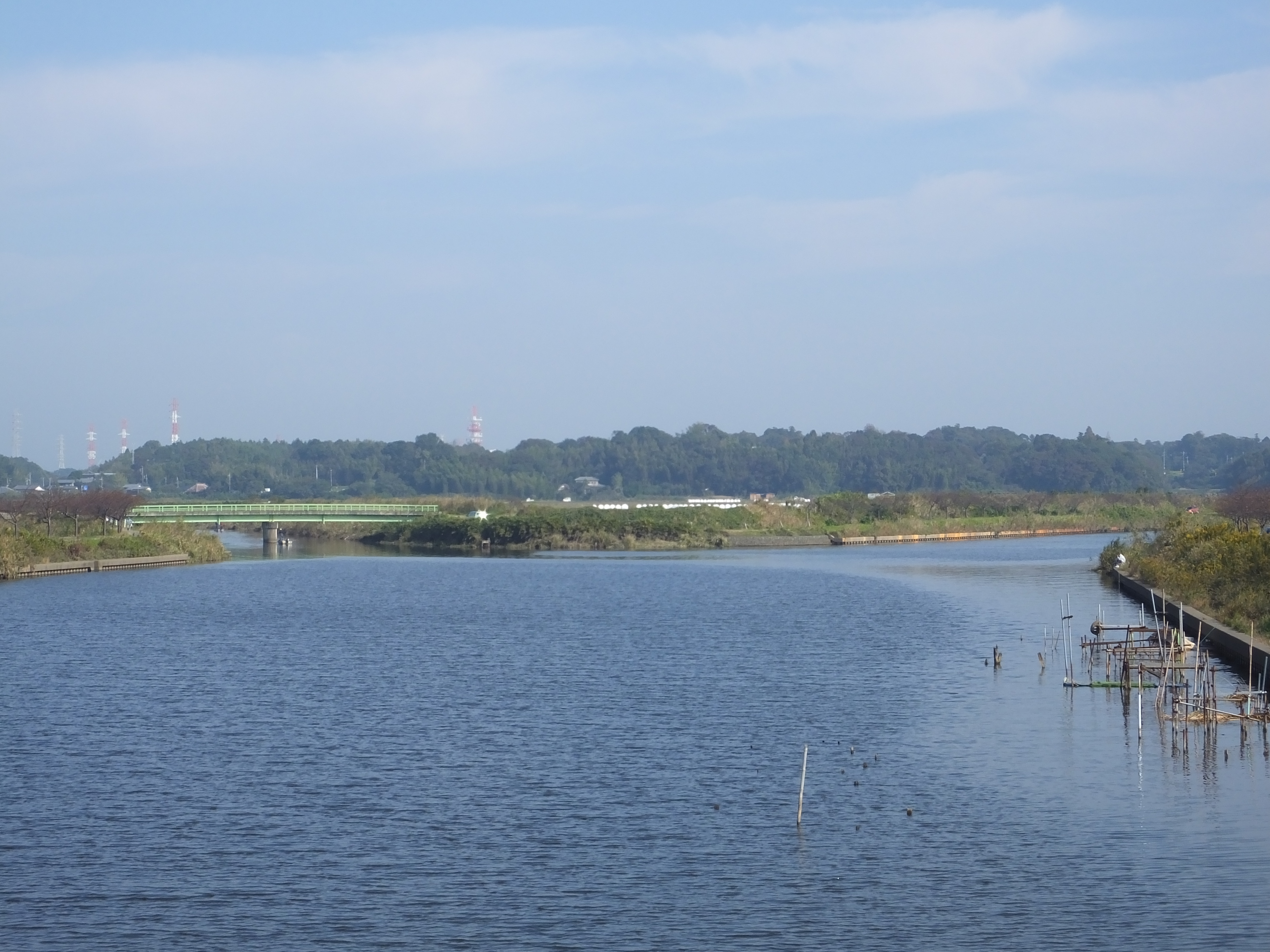
新川・平戸橋より上流方、神崎川（左）の河口

神崎川（かんざきがわ）は、千葉県印旛地域から東葛地域を流れる利根川（印旛沼）水系の一級河川。

## 地理
白井市冨士にある八幡神社付近に源を発し、北東流する。北総線を越えると七次川・野口川を合わせ、市の中心部にある河原子橋付近で南東に方向を変える。二重川との合流後は白井市と船橋市の境界を流れ、続いて鈴身川との合流後は八千代市と白井市および印西市との境界を流れる。かつては戸神川合流後すぐ神崎橋付近で印旛沼に注いでいたが、印旛沼干拓により堀の内に沿って南下し、印旛放水路（新川）に注いでいる。
流域では、特に白井市内はナシの栽培が盛んである。競馬学校付近にある木戸前調整池より下流の14.56kmが一級河川に指定されている。

## 治水
河川氾濫や道路冠水防止のため、1976年（昭和51年）度より河川改修事業や橋の架け替えが進められている。千葉ニュータウンの整備事業が2012年（平成25年）度に終わることから、それに合わせて都市再生機構主導で河川改修事業を上流まで済ませる方針となっている。
源流部にあたる富士地区では都市化が進んでおり、周辺の公共下水道・雨水整備は改修工事の完了に合わせて着手するとしている。

## 主な橋

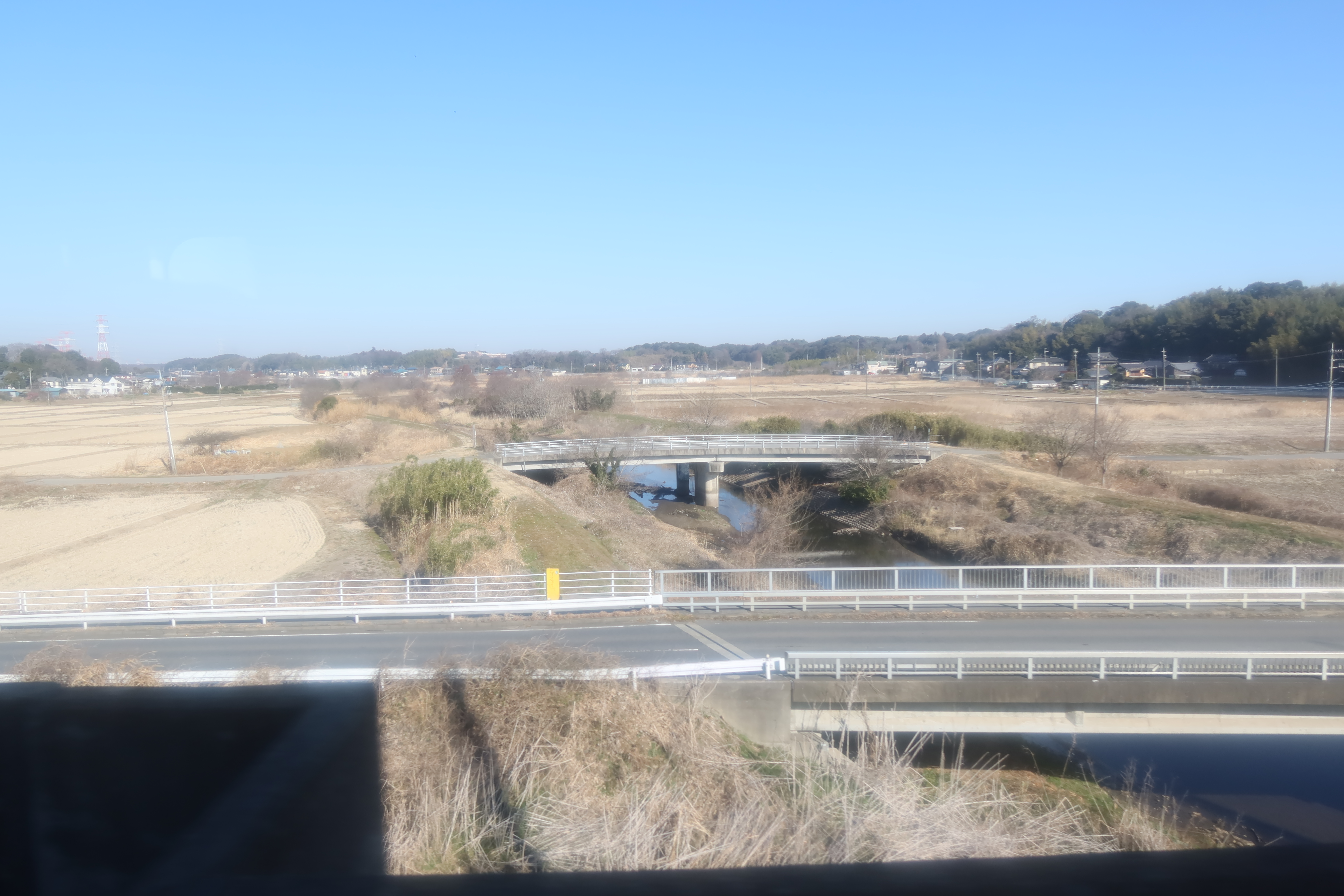
鎌倉橋と国道464号

上流より記載
- 国道464号・北総線
- 七次橋
- 庄左エ門橋
- 戸崎橋
- 野口橋
- 所沢小橋
- 新所沢橋 - 国道16号
- 所沢橋
- 初崎橋
- 折立橋
- 河原子橋
- 白井橋 - 千葉県道59号市川印西線
- 二重川橋
- 小室橋
- 鎌倉橋
- 国道464号・北総線
- 小池橋
- 佐山第二橋
- 佐山橋
- 神崎橋 - 千葉県道61号船橋印西線

## 支流
上流より記載
- 七次川　一級河川
- 野口川　一級河川
- 二重川 - 一級河川
  - 志多田川
  - 富ヶ沢川 - 一級河川
  - 白幡川
  - 豊富川
  - 法目川 - 一級河川
- 小室川
- 小野田川
- 鈴身川
  - 高才川
- 戸神川 - 一級河川

## 参考資料
- 白井市議会会議録　平成24年第1回定例会（2月28日）
- 白井市議会会議録　平成20年第3回定例会（9月5日）